# Ширмон
Ширмон (фр. Chirmont) насеље је и општина у североисточној Француској у региону Пикардија, у департману Сома која припада префектури Мондидје.
По подацима из 2011. године у општини је живело 122 становника, а густина насељености је износила 15,54 становника/km². Општина се простире на површини од 7,85 km². Налази се на средњој надморској висини од 140 метара (максималној 149 m, а минималној 59 m).

## Демографија
| 1962. | 1968. | 1975. | 1982. | 1990. | 1999. | 2011. |
| ----- | ----- | ----- | ----- | ----- | ----- | ----- |
| 84    | 102   | 108   | 102   | 106   | 108   | 122   |

График промене броја становника у току последњих година